# Бессер, Виктор Вилибальдович
Виктор Вилибальдович Бессер (1825—1890) — ординарный профессор Медико-хирургической академии, тайный советник.

## Биография
Родился 24 марта (5 апреля) 1825 года в Кременце Волынской губернии — сын ботаника Вилибальда Бессера. 
Учился в пансионе Чекановского, курс которого окончил с похвальным листом в 1835 году, а затем — в 1-й киевской гимназии, которую окончил в 1841 году и поступил на 1-е отделение (историко-филологическое) философского факультета. По окончании университетского курса в 1845 году со степенью кандидата и званием домашнего наставника, воспользовавшись стипендией баронета Виллие он поступил, спустя год, на медицинский факультет Московского университета, который окончил «лекарем с отличием» (medicus cum eximia laude) и был направлен для усовершенствования на три года за границу. Преимущественно занимался у Рокитанского и Вирхова. Кроме этого, он осмотрел и изучил выдающиеся по своему значению европейские курорты минеральных вод и собрал материал для своей диссертации.  
Вернувшись в Россию, в августе 1854 года он напечатал в «Московском врачебном журнале» подробный отчёт о своем заграничном путешествии, а в следующем году получил степень доктора медицины, защитив в Москве диссертацию «De therapeutica aquarum mineralium actione» («Терапевтическое значение минеральных вод»). В сентябре того же года Бессер был прикомандирован в качестве наставника молодых врачей к 1-му сухопутному госпиталю, а через месяц стал читать лекции во 2-м сухопутном госпитале студентам 3-го курса Медико-хирургической академии. Летом 1857 года Бессер был командирован за границу для изучения госпиталей. Результатом его поездки стал отчёт «Об отоплении и проветривании госпиталей». Осенью 1859 года Бессер временно стал вести клинику командированного за границу профессора Мяновского на 5-м курсе академии, продолжая чтение лекций на 3-м курсе.
В декабре 1860 года В. В. Бессер был единогласно избран профессором академии по кафедре общей патологии, диагностики и терапии с клиникой, на место Здекауэра. Преподаванию своему, весьма добросовестному, он придавал по возможности демонстративный характер и требовал от своих слушателей тщательного ознакомления с новейшими способами исследования болезней, но лабораторных трудов в клинике Бессера почти не производилось, пока при его кафедре не появился вернувшийся из-за границы В. А. Манассеин, весьма энергично принявшийся за работу и привлекший в лабораторию клиники целый ряд талантливых и энергичных молодых врачей (Насилов, Костюрин и др.). С весны 1866 года до весны 1875 года помощником Бессера по кафедре состоял Э. Э. Эйхвальд, которому Бессер передал чтение общей терапии и отчасти диагностики; с 1875 года место Эйхвальда заступил Манассеин, а затем Чудновский; Бессер продолжал читать только общую патологию и диагностику. 

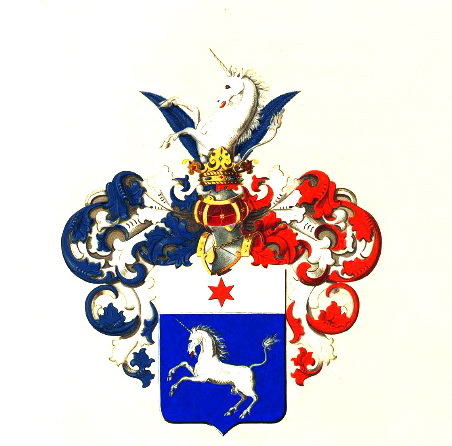
Герб рода дворян Бессер
Внесён в Часть 15 Общего гербовника дворянских родов Всероссийской империи. — С. 81.

В 1877 году исполнилось 25-летие учебной деятельности Бессера, и он был уволен из академии. Главный военно-медицинский инспектор Козлов предложил ему место клинического профессора в тифлисском военном госпитале, но Бессер, крайне обиженный этим предложением, испросил для себя у военного министра Милютина назначение совещательным членом Военно-медицинского комитета, которым и состоял вплоть до своей смерти. Кроме этого он работал в благотворительных учреждениях и имел огромную частную практику. Ещё при жизни он пожертвовал киевскому университету 14 тысяч руб. на учреждение 2-х стипендий, а по завещанию оставил более 100 тысяч рублей на учреждение стипендий в гимназиях и университетах 
Умер 15 (27) апреля 1890 года.
Из печатных трудов Б., кроме диссертации, имеются: несколько отчетов о заграничной командировке, «Отопление и проветривание госпиталей», отчет по Второму сухопутному военному госпиталю; трактат «о диспепсиях» и целый ряд критических статей в издававшейся доктором Ханом «Библиотеке медицинских наук». Кроме того, Б. участвовал в редакции Военно-медицинского журнала.
Его сын, Людвик Викторович Бессер (род. 1859; в Дрездене), доктор медицины Дерптского университета, заведовал гигиенической лабораторией в Николаевском военном госпитале в Петербурге. Напечатал «Микробы гнилокровия» и «Микробы гноекровия» (1888), «Ueber die Bac terien der normalen Luftwege» (1889) и разные статьи в медицинских журналах. На 10 международном съезде врачей в Берлине (1890) сделал доклад «О смертности в России за 12 лет» («Ueber die Sterblichkeit, Lebenswarscheinlichkeit, Sterbenwarscheinlichkeit und Lebenswartung f ür Russland, 1873—84»).